# Хмелюк Раїса Іллівна
Раїса Іллівна Хмелюк (1928 – 2011) – український радянський педагог, професор, заслужений працівник вищої школи УРСР

## Біографія
Раїса Іллівна Хмелюк  народилася у 1928 році в м. Одеса.
Закінчила географічний факультет Одеського державного педагогічного інституту імені К. Д. Ушинського, в якому викладала з 1949 року. Пройшла шлях від асистента до професора кафедри педагогіки.
В 1953 році захистила дисертацію на здобуття наукового ступеня кандидата педагогічних наук. В 1964 році присвоєно вчене звання доцента. В 1974 році захистила докторську дисертацію «Профвідбір та початкова підготовка студентів педагогічних вузів», а у 1976 році  присвоєно вчене звання професора.
В 1973 – 1998 роках була завідувачем кафедри педагогіки Одеського державного педагогічного інституту імені К. Д. Ушинського (згодом Південноукраїнського педагогічного університету). Очолювала спеціалізовану Вчену раду з захисту кандидатських дисертацій з педагогіки.
В 1998 – 2011 роках обіймал посаду професора кафедри педагогіки.
Померла у 2011 році в м. Одеса.

## Наукова діяльність
Р. І. Хмелюк є фундатором української педагогіки вищої школи. Окрім профорієнтації та профвідбору до педагогічної діяльності, вона почала розглядати ігрове моделювання в педагогічному процесі (1980 р.) і ділові ігри з педагогіки як один із активних методів навчання під час підготовки майбутніх учителів. Саме ділові ігри Р. Ї Хмелюк розглядала як такі, що сприяють підвищенню професійної підготовки фахівців, оскільки вони моделюють діяльність, що максимально наближена до реальних умов шкільного життя.
Підготувала 11 докторів і десятки кандидатів наук з педагогіки.

## Деякі праці
- .Диагностика профессиональной подготовки молодёжи к работе учителя// Советская педагогика. – 1977. – № 8. – С. 75 – 80.
- Формирование гражданской зрелости студенческой молодёжи. – К. – Одесса, 1978. – 134 с.
- Предмет педагогики высшей школы// Основы педагогики высшей школы: Учебное пособие – Одесса, 1998. – С. 6 – 18.
- В поисках путей совершенствования підготовки учителя//Науковий вісник Південноукраїнського державного педагогічного університету ім.. К. Д. Ушинського. – 1999. – № 1-2. – С. 5 – 7.
- Самопрезентация в общении как психолого-педагогическая проблема// Проблеми педагогіки вищої школи: Збірник наукових праць. – Вип. 1. – Одеса, 2003. – С. 16 – 19.

## Нагороди
- Орден Трудового Червоного Прапора.
- Медаль «Ветеран праці»,
- Медаль А. С. Макаренка.
- Звання «Заслужений працівник вищої школи УРСР».